# Marmorierung (Fleisch)

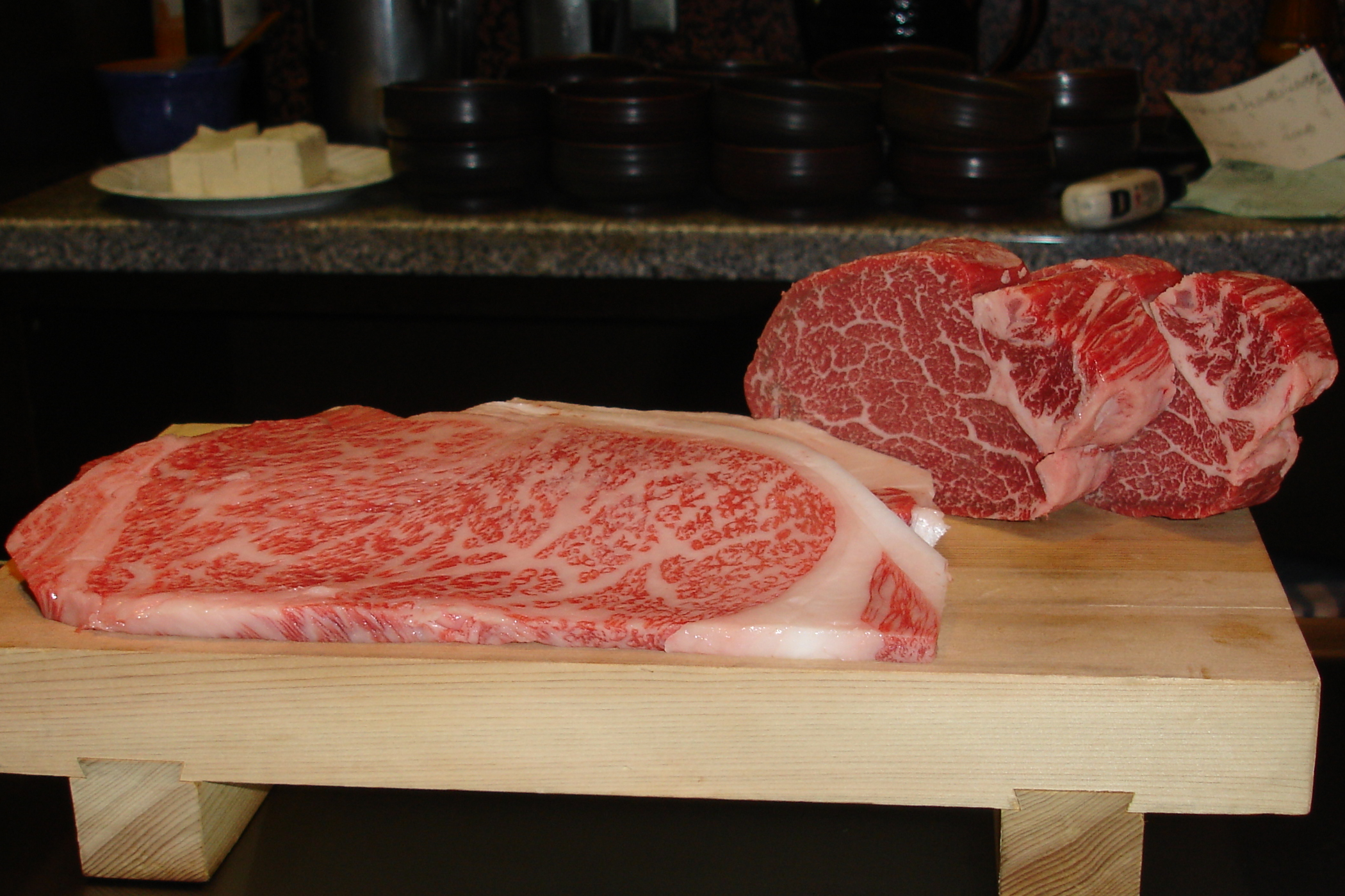
Kobe-Rindfleisch, bekannt für besonders ausgeprägte Marmorierung.

Marmorierung bezeichnet in der Viehzucht bzw. Fleischkunde die Verteilung des Fettgewebes im Fleisch, insbesondere bei Rindfleisch. Wegen der farblichen Unterschiede zwischen Fett und Muskelgewebe entsteht ein sichtbares Muster, das an die Struktur von Marmor erinnert.

## Ausprägung
Die Ausprägung dieser Marmorierung variiert dabei zwischen den verschiedenen Rinderrassen. Angus-, Murray-Grey und Shorthornrinder weisen eine besonders ausgeprägte Marmorierung vor. Eine besondere Stellung hat diesbezüglich das Kobe-Rind, das auf Grund jahrhundertelanger Züchtung eine besonders intensive Marmorierung aufweist. 
Grundsätzlich findet sich Fettgewebe sowohl als Auflage auf dem Fleisch als auch verteilt im Fleisch selbst. Während die Auflage mit wenigen Ausnahmen (beispielsweise beim Rumpsteak) unerwünscht ist, ist die Marmorierung durchaus gern gesehen, da durch sie das Fleisch besonders aromatisch, saftig und zart wird.

## Messung
Der Grad der Marmorierung von Fleisch wird meistens mit japanischen Maßstäben, den sogenannten Marbling Grades, wiedergegeben, wobei es insgesamt zehn Grade der Marmorierung gibt. Andere Skalen finden sich in Australien mit neun Graden und in den Vereinigten Staaten von Amerika mit deren fünf.